# Ярашева, Рано
Рано Ярашева (узб. Raʼno Yarasheva, Рано Ярашева; род. 15 марта 1961 или 15 февраля 1961, Самарканд) — советская и узбекская актриса театра и кино.

## Биография
Рано Ярашева родилась в Каттакурган, Самарканд в 1961 году. После окончания средней школы, поступила в Ташкентский государственный театрально-художественный институт им. Островского, который окончила в 1985 году. С 1990 года до настоящего времени является актриса труппы Узбекского государственного академического театра драмы им. Хамзы.

### Личная жизнь
У Рано Ярашева двое сыновей и дочь, дочь Мадина Мумтаз — певица и актриса.

## Карьера
Актриса, начавшая свою карьеру в 1984 году в возрасте 23 лет, снялась более чем в 20 спектаклях и фильмах разных жанров. Его «Брат холост», «Теперь папа холост», «От себя к себе», «Ангел любви 2», «Иной», «Шаббона», «Роса», «Дерево, которое цветет осенью», «Пойма-пой», «Окпадар», «Айрилик», «Чёрные глаза», «Виждон» и «Фериде» послужили поводом для общественного признания популярной актрисы. Помимо того, что она была актрисой, Рано Ярашева также занималась написанием стихов. Изданы поэтические сборники «Самарканд согинчи» (1996), «Сени ташлаб кета олмайман» (1998), «Хаджр» (2000), прозаические произведения «Божественная история любви». Рано Ярашева — член Союза писателей Узбекистана..

## Фильмография
Ниже в хронологическом порядке-упорядоченный список фильмов в которых Рано Ярашева появился.

### Роли в кино
| Год  | Русское название          | Узбекски название     | Роль                |
| ---- | ------------------------- | --------------------- | ------------------- |
| 2004 | Севинч                    | Sevich                | Алима(мать Севинч)  |
| 2006 | Жизнь и смерть            | Xayot momat           | жена Абдурахмона    |
| 2006 | Chashma                   | Chashma               | дочь Рахмат-аки     |
| 2006 | Коварный мир              | Makirli dunuo         | Назекат(жена Раиса) |
| 2007 | Незнакомые                | Notanish              | мать Джамала        |
| 2007 | Прости                    | Kechir                | директор интерната  |
| 2007 | Совесть                   | Vijdon                | жена Пулат-бая      |
| 2008 | Волшебное кольцо          | Sexirli uzuk          |                     |
| 2008 | Фериде                    | Feride                |                     |
| 2009 | В поисках себя            | Uzimdan uzimgacha     |                     |
| 2009 | Жених напрокат            | Ichkuyov              | Саодат опа          |
| 2009 | Невпопад                  | Poyma-poy             | Доктор              |
| 2010 | Жизнь после смерти        | Qabrdan qaytgan umr   |                     |
| 2011 | Мираж                     | Sabr                  |                     |
| 2011 | Мой брат холостяк         | Mening akam bo’ydoq   | Мать                |
| 2012 | 3. 2. 1                   | 3. 2. 1               |                     |
| 2012 | Вдова и вдовец            | Bevalar               | Рано Собирова       |
| 2012 | Проклятые                 | Oqpadar               |                     |
| 2012 | Теперь мой папа холостяк? | Endi dadam bo’ydoq    |                     |
| 2014 | Разлука                   | Ayriliq               |                     |
| 2015 | Дерево, цветущее осенью   | Kuzda gullagan daraxt |                     |
| 2018 | Медовый месяц             | Asal oyi              |                     |

### Роли в телесериалах
| Год       | Русское название | Узбекски название  | Роль |
| --------- | ---------------- | ------------------ | ---- |
| 1997-1998 | Улицы сердца     | Ko‘ngil ko‘chalari |      |
| 2021-2022 | Сабрия           | Sabriya            |      |

## Награды
- Заслуженная артистка Узбекистана (1998)